# Dressoir (meuble)
Dressoir est le terme français correspondant à l'anglais dressing-room : une petite pièce ou un réduit de taille nettement supérieure à un placard, où l'on range et revêt ses habits.
Dressoir a aussi survécu pour désigner un meuble servant à exposer (dresser) et entreposer la vaisselle. Le dressoir s'est développé en meuble d'art à partir de la Renaissance.

« Un grand dressoir à trois étagères et baldaquins saillants, chargé de vaisselle d'argent et de mets réjouissants à voir »

— Gringoire Banville, 1866

## Histoire
Composé de plusieurs étagères ouvertes et simplement utilitaire au Moyen Âge, le dressoir devient ostentatoire à la Renaissance et expose la vaisselle d'apparat (souvent d'or) de ses riches propriétaires dans leur salle de réception (en Italie, le piano nobile). Il comporte cinq gradins pour le souverain, quatre pour le prince, trois pour le comte et deux pour le chevalier.

« Chez les souverains, les grands seigneurs, les crédences étaient souvent garnies d'orfèvrerie, de plats d'argent ou de vermeil ; on le plaçait d'ordinaire derrière le maître, auquel on présentait la première coupe de liqueur après en avoir fait l'essai. Les dossiers des crédences ou les panneaux des vantaux de la petite armoire portent quelquefois l'écusson aux armes du maître du logis »

— Eugène Viollet-le-Duc
Comme le buffet et le cabinet, il utilise le principe du meuble en bois à deux corps superposés à tiroirs, à crédence et à façades et vantaux ornés de sculptures inspirées directement des éléments architecturaux :
pilastres, balustres, corniches, palmettes, rinceaux, etc. « sculptés de sphinges, termes et miroirs dans le style d’Hugues Sambin… ».
Comme beaucoup de meubles de la Renaissance, il utilise la marqueterie pour les scènes picturales de genre qui figurent sur les panneaux et qui également provoquera le démontage des panneaux historiés et la destruction du meuble initial (comme pour le cassone) pour en extraire la partie artistique.
Au XVe siècle, il est surmonté de baldaquins, au XVIe siècle il prend le nom de crédence. Au début du XVIIIe siècle, il prendra le nom d'argentier, car y prennent place les vaisselles d'argent des bourgeois.

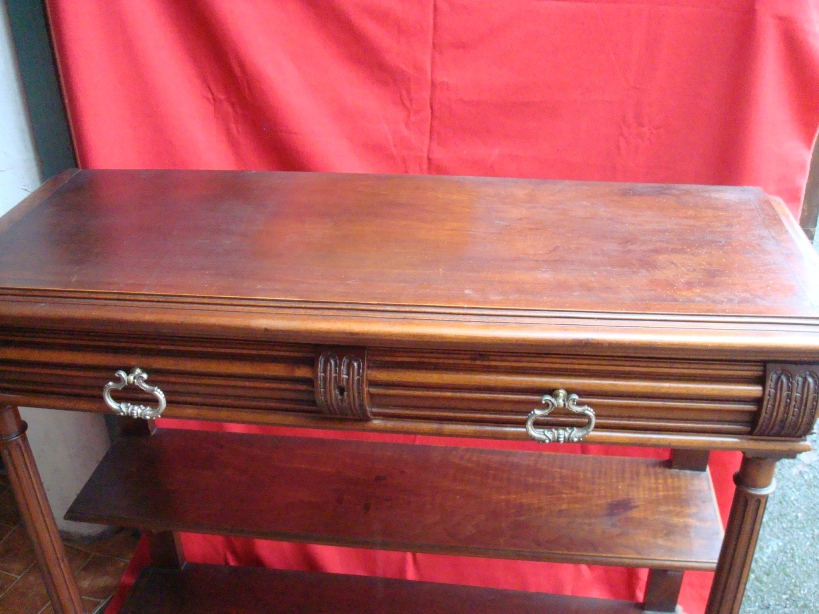
Dressoir, table baissée
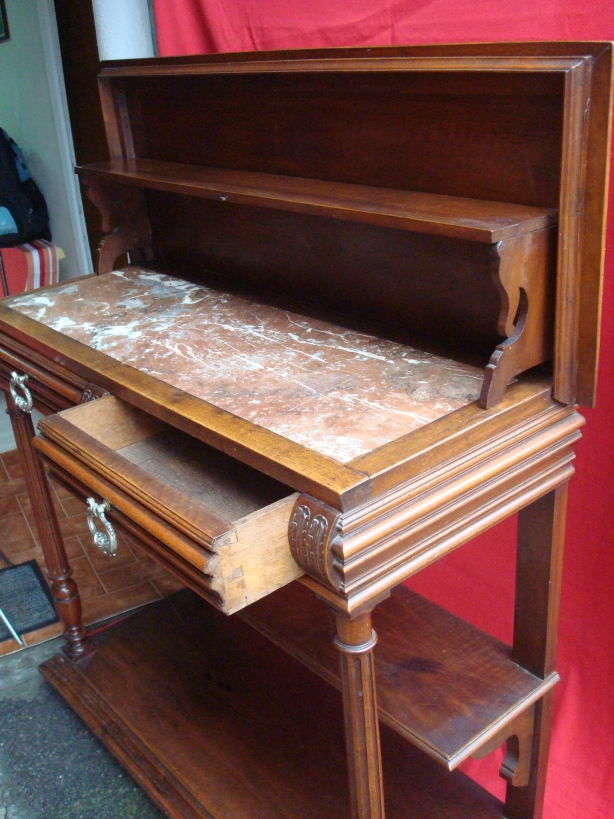
Dressoir, table relevée
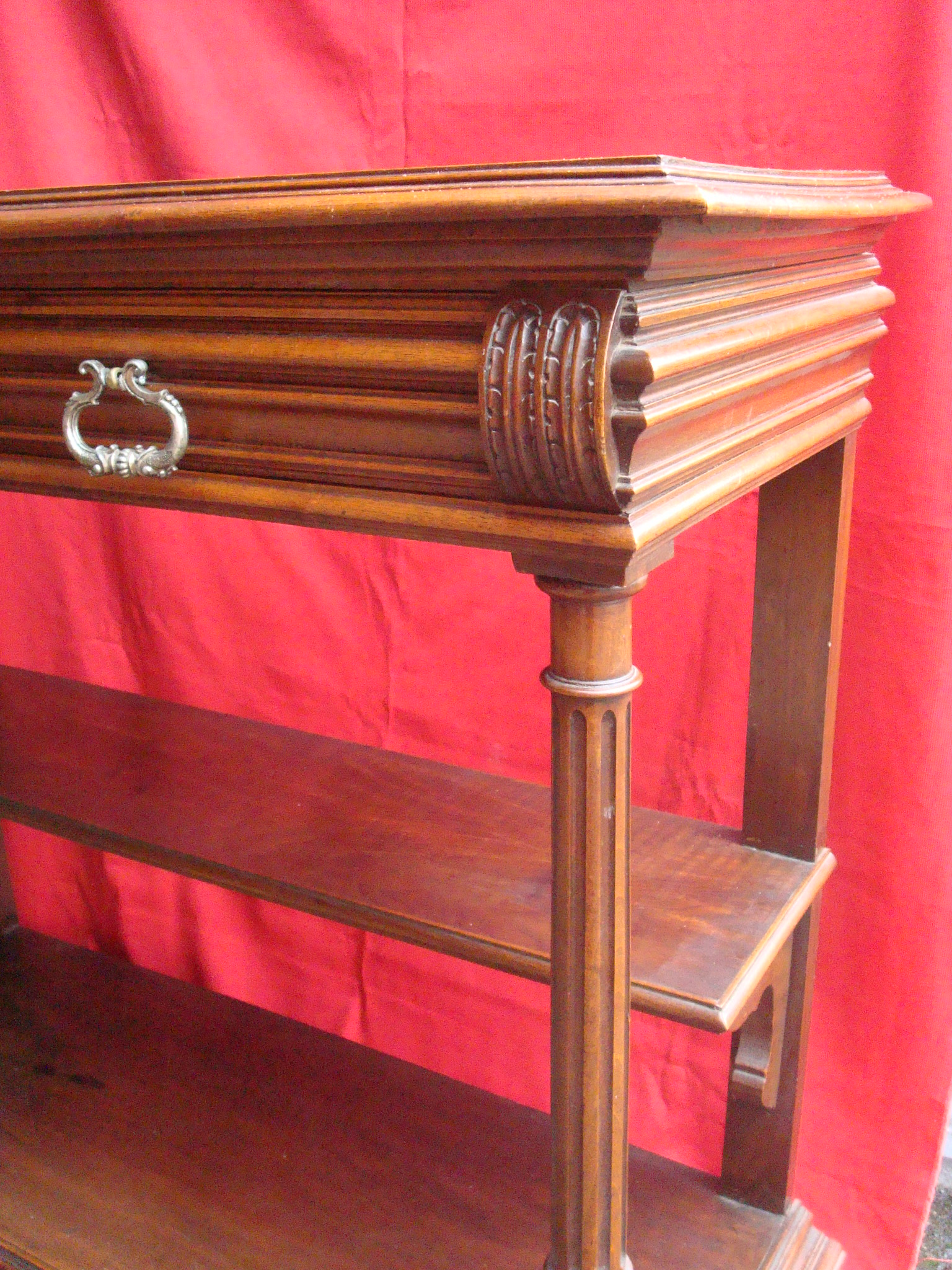
Dressoir, détails piétement

## Dans les musées
- Musée de Chièvres de Poitiers dressoir de la deuxième moitié du XVIe siècle.
- Jacques Androuet du Cerceau : recueil de gravures contenant des modèles de dressoirs (1550)
- Dressoir aux harpies et dressoir de Joinville XVIe siècle, noyer et marbre, musée national de la Renaissance, Écouen
- Panneau de dressoir : Scène de la Nativité, musée départemental breton, Quimper
- Dressoir à deux battants et deux tiroirs, école de Lyon, milieu du XVIe siècle en noyer sculpté, musée départemental Dobrée de Nantes
- Dressoir en chêne sculpté, fer forgé, d'Eugène Grasset, dessinateur, et de Fulgraff, ébéniste, Paris, 1880-1885, Musée des arts décoratifs
- Musée de l'hôtel de ville de Mulhouse
- Meuble dressoir de style renaissance des châteaux de Jemeppe, (original au musée du Louvre), décor très riche à bustes et figures rapportés
- Dressoir trilobé du musée de Brou
- Collections de meubles du château de Langeais

## Autres meubles de la Renaissance
À cette période charnière, de nombreux autres meubles se modifient ou apparaissent avec les mêmes arguments d'étalage des richesses :